# Rudolf Lange
Rudolf Lange (Weißwasser, 18 aprile 1910 – Poznań, 23 febbraio 1945) è stato un poliziotto tedesco.
Importante funzionario delle SS e della polizia durante l'era nazista, dopo l'invasione dell'Unione Sovietica prestò servizio nell'Einsatzgruppe A prima di diventare comandante nel Sicherheitsdienst (SD) e di tutto il personale RSHA a Riga, in Lettonia. Partecipò alla Conferenza di Wannsee del 20 gennaio 1942 e fu in gran parte responsabile dell'attuazione dello sterminio della popolazione ebraica lettone durante l'Olocausto.

## Biografia
Rudolf Lange nacque a Weißwasser, nella Slesia prussiana, una città nell'attuale Sassonia. Suo padre era un supervisore delle costruzioni ferroviarie. Lange terminò il liceo a Staßfurt nel 1928 e studiò legge all'Università di Jena, ha conseguito il dottorato in giurisprudenza nel 1933 ed è stato assunto dall'ufficio Gestapo di Halle. Si unì alla Sturmabteilung (SA) nel novembre del 1933, ma presto sentì che questa non era la strada ideale per la sua carriera. Così, nel 1936, Lange si unì allo Schutzstaffel (nº 290.308).
Come funzionario della Gestapo di medio livello, Lange è cresciuto rapidamente. Adottò l'ideologia delle SS e ripudiò la chiesa nel 1937. Dal 1936 lavorò nell'ufficio della Gestapo a Berlino. Nel maggio del 1938, Lange fu trasferito a Vienna per controllare l'accorpamento del sistema di polizia austriaco. Lì incontrò e lavorò con Franz Walter Stahlecker, che in seguito divenne suo superiore a Riga. Nel giugno del 1939 Lange fu trasferito a Stoccarda.
Nel settembre 1939 le agenzie di sicurezza e di polizia della Germania nazista (a eccezione di Orpo ) furono annesse al Reich Main Security Office (RSHA) delle SS, guidato da Reinhard Heydrich. La Gestapo divenne Amt IV (Dipartimento IV) dell'RSHA e Heinrich Müller divenne capo della Gestapo, con Heydrich come suo immediato superiore. Da maggio a luglio 1940, Lange gestiva gli uffici della Gestapo di Weimar ed Erfurt, mentre lavorava come vice capo dell'ufficio dell'ispettore del SiPo a Kassel. Nel settembre del 1940, Lange fu promosso a vicecapo della polizia di Berlino. Nell'aprile 1941 fu promosso a SS-Sturmbannführer (maggiore).

### Omicidi di massa in Lettonia
Il 5 giugno 1941 Lange fu trasferito a Pretzsch al personale di comando dell'Einsatzgruppe A, guidato dal SS- Brigadeführer e Generalmajor der Polizei Franz Walter Stahlecker.
Lange era un Teilkommando (distacco) leader nel Einsatzkommando 2 (EK2). Era una delle poche persone a conoscenza del Führerbefehl o "ordini fondamentali" per il cosiddetto problema ebraico in Lettonia. Secondo lo stesso Lange: 
Il 3 dicembre 1941 fu promosso comandante dell'EK2, in sostituzione di Eduard Strauch, e anche a capo dell'area del Sicherheitsdienst, il servizio di sicurezza nazista, con il titolo Kommandant des Sicherheitsdienst. Era responsabile del Dipartimento IV dello SD in Lettonia. Il dipartimento era "il centro dell'intera organizzazione SD in Lettonia, e tutti gli altri dipartimenti lo servivano". Questioni di rango e titoli formali non erano mai chiari nel regime di occupazione nazista per la Lettonia, poiché le linee di autorità all'interno delle agenzie e le relazioni tra un'agenzia e le altre erano "ambigue, sovrapposte e poco chiare". Tuttavia, Lange è ampiamente riconosciuto come uno dei principali responsabili dell'Olocausto in Lettonia.
Il suo quartier generale era a Riga, in via Reimersa. Fin dall'inizio del suo coinvolgimento in Lettonia, Lange organizzò e gestì squadre di lettoni, come l'Arajs Kommando, che i tedeschi utilizzavano per eseguire massacri nelle città più piccole. Secondo uno storico, Victors Arājs è stato "tenuto al guinzaglio" da Lange. Un'altra organizzazione locale che ricevette ordini da Lange era il Vagulāns Kommando, responsabile dei massacri di Jelgava tra luglio e agosto 1941.
Lange ha anche supervisionato personalmente le esecuzioni condotte dall'Arajs Kommando: sembra che abbia ordinato a tutti gli ufficiali della SD di partecipare personalmente alle uccisioni.
Lange era responsabile della parte lettone sulla decisione del regime nazista di espellere gli ebrei dalla Germania, dall'Austria e dalla Cecoslovacchia a Riga. A questo proposito, l'8 novembre 1941, impartì ordini dettagliati a Hinrich Lohse, che era Reichskommissar Ostland, in merito al trasporto di 50.000 ebrei verso l'oriente (25.000 diretti a Riga e 25.000 in Bielorussia). Contemporaneamente, Lange stava organizzando la costruzione del campo di concentramento di Salaspils, in origine destinato ad accogliere questi deportati: poiché il campo non sarebbe stato pronto prima dell'arrivo degli ebrei, Lange decise di inviare i trasporti in una tenuta abbandonata vicino a Riga chiamata Jungfernhof o Jumpravmuiza, che sarebbe poi diventata il campo di concentramento di Jungfernhof.
Nel novembre 1941 Lange fu coinvolto nella pianificazione e realizzazione dell'omicidio di 24.000 ebrei lettoni dal ghetto di Riga, avvenuto tra il 30 novembre e l'8 dicembre 1941, noto come il massacro di Rumbula. Oltre agli ebrei lettoni, furono uccisi anche altri 1.000 ebrei dalla Germania portati in Lettonia sul primo treno di deportati arrivato il 29 novembre 1941. A partire dal 3 dicembre 1941, iniziarono ad arrivare a Riga altri trasporti ferroviari dalla Germania: gli ebrei dei primi trasporti non furono immediatamente ospitati nel ghetto, ma furono lasciati nel campo di concentramento di Jungfernhof.
Nel maggio del 1942, Lange impartì l'ordine allo SS-Obersturmführer Günter Tabbert di uccidere gli ebrei sopravvissuti nel ghetto di Daugavpils. Solo circa 450 ebrei sopravvissero a Daugavpils dopo questa azione che comportò l'uccisione di malati, bambini, neonati e operatori ospedalieri. Oltre a Tabbert, l'Arajs Kommando dei nativi lettoni era responsabile di gran parte di questi omicidi.
Nel 1942, Lange fu promosso SS-Obersturmbannführer (tenente colonnello) di stanza nella sede principale di Riga fino al 1945, quando divenne capo della SD e SiPo nel Reichsgau Wartheland. Dalla primavera del 1944, sostenne l'operato del Sonderkommando 1005, guidato da Paul Blobel.

### Conferenza di Wannsee
Lange fu invitato alla Conferenza di Wannsee da Heydrich nel gennaio del 1942. Lange all'epoca era un maggiore delle SS ed era l'ufficiale di grado più basso presente. Heydrich lo convocò considerando importante e preziosa la recente esperienza di Lange nel condurre l'omicidio di massa degli ebrei deportati. Heydrich avrebbe potuto invitare Karl Jäger o Erich Ehrlinger, che comandavano rispettivamente SiPo e SD in Lituania e Bielorussia ed erano stati responsabili di simili massacri, ma ha scelto Lange perché Riga era la principale destinazione per l'espulsione e perché il dottorato di Lange lo faceva sembrare più intellettuale degli altri due. Al contrario, Franz Walter Stahlecker, superiore di Lange, non fu invitato poiché non aveva familiarità con la realtà delle deportazioni ebraiche e non si trovava a Riga.

## Scomparsa
All'inizio del 1945 Lange fu nominato capo della SD e delle SS a Poznań, nel Reichsgau Wartheland. Poco dopo aver raggiunto la città di Poznań, questa fu circondata dall'Armata Rossa sovietica e fu dichiarata città fortificata (Festung). A Poznań, Lange diresse la polizia sotto il suo comando con fanatismo, tanto che ormai era certo che prima o poi sarebbe stato catturato. Fu ferito durante l'assedio delle forze russe nella battaglia di Poznań e fu promosso SS-Standartenführer il 30 gennaio 1945. Per volere di Hitler, il 6 febbraio 1945 ricevette la croce tedesca in oro.
Lange potrebbe essere morto in battaglia o per suicidio quando l'Armata Rossa occupò Poznań il 23 febbraio 1945 dopo l'ultimo tentativo di difesa della città da parte dei resti della guarnigione tedesca.

## Personalità
Si diceva che Lange fosse l'allievo preferito di Reinhard Heydrich e Heinrich Himmler. Ai suoi subordinati ha richiesto l'obbedienza incondizionata. Joseph Berman, un sopravvissuto di uno dei campi di concentramento amministrati da Lange, lo descrisse come segue:
Lange è diventato uno dei funzionari più temuti tra i responsabili del ghetto di Riga. Ha supervisionato l'arrivo dei trasporti, aiutato dall'SS-Obersturmbannführer Gerhard Maywald, che la storica Gertrude Schneider, sopravvissuta al ghetto di Riga, descrive come il "compagno" di Lange. Lange uccise personalmente un giovane, Werner Koppel, che riteneva non stesse aprendo abbastanza velocemente la porta di un vagone ferroviario.
Schneider descrisse come segue l'aspetto di Lange:

## Carriera SS
- Untersturmführer, 6 luglio 1938
- Sturmführer, 9 novembre 1938
- Hauptsturmführer, 20 aprile 1940
- Sturmbannführer, 20 aprile 1941
- Obersturmbannführer, 9 novembre 1943
- Standartenführer, 30 gennaio 1945